# Disastro petrolifero della guerra del Golfo

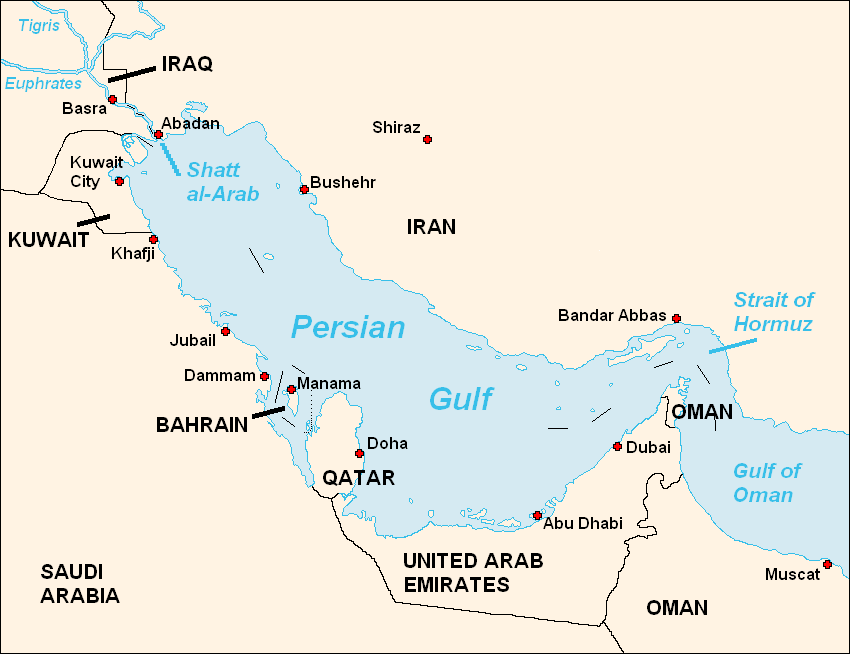
Il Golfo Persico e i paesi che lo circondano.

Il disastro petrolifero della Guerra del Golfo, o disastro petrolifero del Golfo Persico, fu uno dei più grandi disastri petroliferi della storia, avvenuto nel contesto della Guerra del Golfo nel 1991.
Nel gennaio 1991, le forze irachene avrebbero presumibilmente iniziato a scaricare petrolio nelle acque del Golfo Persico per impedire uno sbarco guidato dalla coalizione statunitense sulle loro coste. Nonostante le stime iniziali piuttosto esagerate, la fuoriuscita è stata stimata sui 4.000.000 bbl circa (480.000 m³). Nei mesi successivi alla fuoriuscita, la maggior parte delle operazioni di bonifica furono intese al recupero del petrolio, mentre le spiagge più colpite dell'Arabia Saudita sono state ripulite molto poco.
Secondo numerosi studi condotti a partire dal 1991, l'operazione di rilascio del greggio avrebbe causato danni ambientali sul lungo termine ai sedimenti costieri e agli ecosistemi marini. Considerato un atto di terrorismo ambientale, l'episodio fu una controversa mossa politica che influenzò gli esiti della Guerra del Golfo e danneggiò temporaneamente il Kuwait e l'Arabia Saudita.

## Contesto

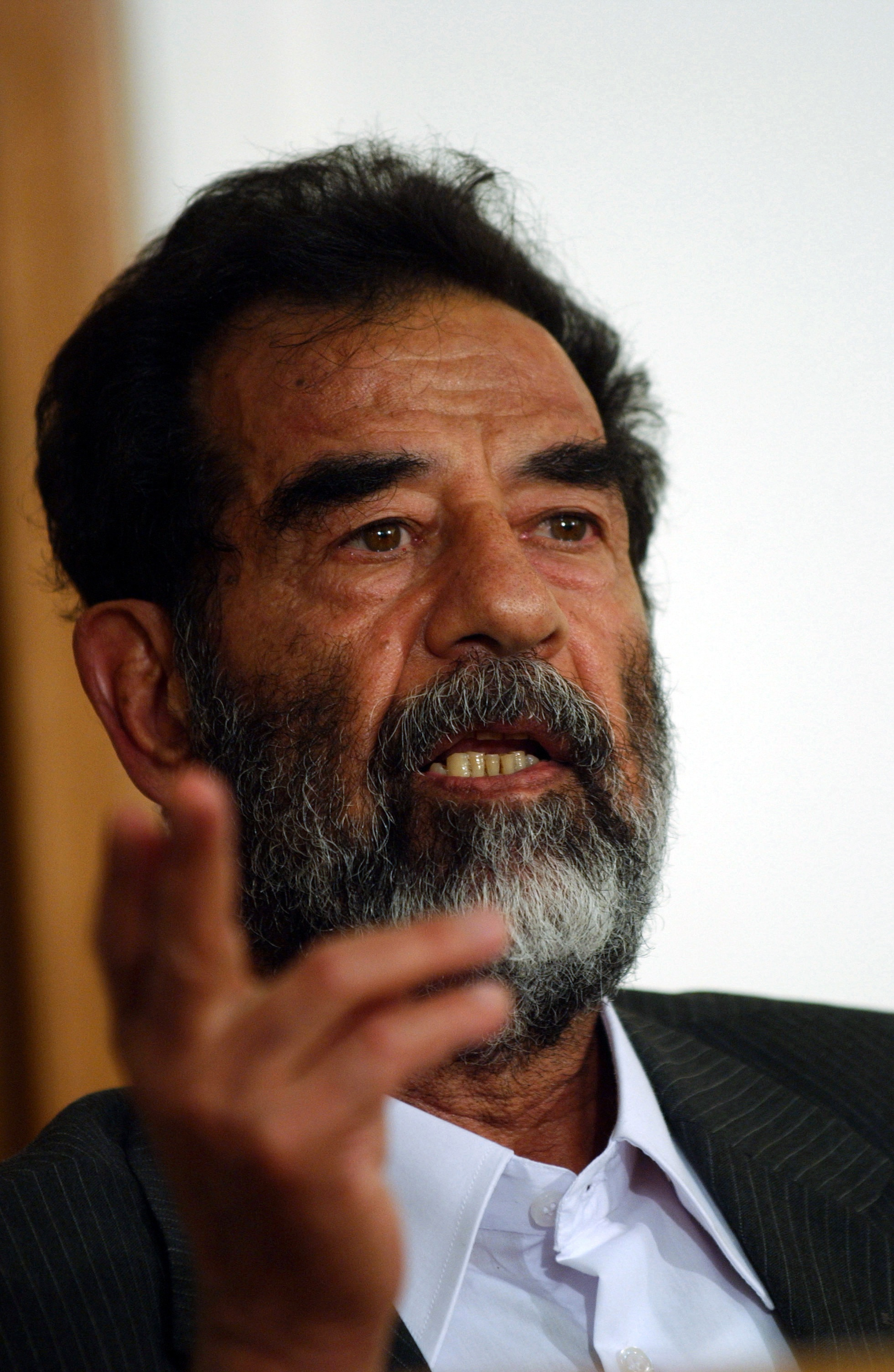
Saddam Hussein, in una foto del 2004, leader del governo iracheno al momento della fuoriuscita.

Il disastro petrolifero della Guerra del Golfo avvenne nel contesto della Guerra del Golfo, avvenuta tra 1990 al 1991. Il conflitto, combattuto tra l'Iraq di Saddam Hussein e le forze della coalizione, ebbe inizio con l'invasione e l'occupazione irachena del Kuwait, avvenuta il 2 agosto 1990, risultato di dispute territoriali e petrolifere di lunga data.  Il 16 gennaio 1991, diversi mesi dopo l'inizio della guerra, le forze della coalizione condussero una serie di attacchi contro l'esercito iracheno in Iraq e Kuwait; la settimana successiva, le forze irachene, in un tentativo di difesa, scaricarono greggio nel Golfo Persico, provocando come risultato la massiccia dispersione di petrolio che risultò in un disastro petrolifero. Secondo il segretario all'Energia James D. Watkins, l'esercito americano era già preparato a una simile mossa, dal momento che Saddam Hussein ebbe precedentemente minacciato di scaricare petrolio nel Golfo Persico.

## Il disastro
Alla fine di gennaio 1991, l'Iraq iniziò a rilasciare deliberatamente massicce quantità di petrolio nelle acque del Golfo Persico, nell'apparente tentativo di sventare un potenziale sbarco di marines statunitensi sulle coste del Kuwait. Inoltre, ciò rese pericoloso il sequestro delle riserve di petrolio da parte delle forze statunitensi e della coalizione a causa della scarsa visibilità e movimenti limitati. In una denuncia alle Nazioni Unite, l'Iraq confutò le accuse di aver causato intenzionalmente la fuoriuscita, sostenendo piuttosto che gli attacchi aerei americani avrebbero causato uno scarico di petrolio in seguito alla distruzione di due navi petroliere irachene.
Le forze della coalizione stabilirono che la principale fonte di petrolio fosse il Sea Island Oil Terminal in Kuwait, che avrebbe versato circa 70.000-80.000 tonnellate di petrolio ogni giorno per la durata di una settimana. Il 26 gennaio, tre cacciabombardieri statunitensi F-117 distrussero gli oleodotti per impedire ulteriori fuoriuscite nel Golfo Persico. Diverse altre fonti di petrolio risultarono attive: alcune petroliere e una raffineria di petrolio kuwaitiana danneggiata vicino a Mina Al Ahmadi, petroliere situate vicino all'isola di Bubiyan e il terminal iracheno di Mina Al Bakr.
Le prime stime del Pentagono relative al volume del greggio rilasciato si aggiravano intorno agli 11.000.000  bbl (1.300.000 m³)  Queste cifre sono state significativamente ridimensionate da studi successivi e più dettagliati; ricercatori governativi hanno stimato il volume di petrolio versato tra i 4.000.000 bbl (480.000 m³) e i 6.000.000 bbl (720.000 m³), mentre ricercatori privati collocano le cifre tra i 2.000.000 bbl (240.000 m³) e i 4.000.000 bbl (480.000 m³).
La chiazza di petrolio raggiunse una dimensione massima di 160 km di lunghezza per 68 km e fino ai 13 cm di spessore in alcune aree. Nonostante l'incertezza riguardo alle dimensioni della fuoriuscita, le cifre la fanno risultare diverse volte la dimensione (in volume) della chiazza di greggio rilasciata dalla Exxon Valdez, considerandola una delle - se non la - più grande fuoriuscita di petrolio della storia.

## Pulizia
Dopo il verificarsi della fuoriuscita, la maggior parte degli sforzi di bonifica mirarono al recupero del petrolio, scremandolo dalla superficie dell'acqua. Si stima che nell'aprile 1991 centinaia di migliaia di barili di petrolio fossero già stati recuperati. Tuttavia, il processo di bonifica fu ostacolato dalla mancanza di fondi e attrezzature, nonché dalla stessa guerra del Golfo in corso; con questi ostacoli e la maggior parte degli sforzi di bonifica concentrati sul recupero del petrolio, sulle spiagge dell'Arabia Saudita è fu fatta pochissima pulizia. In un articolo del Wall Street Journal scritto 14 mesi dopo il disastro, Ken Wells riferì che circa 375 miglia (604 km) di litorale fossero ancora ricoperti di petrolio. La mancanza di attenzione prestata alle spiagge dell'Arabia Saudita e ad altri ambienti sensibili, come le foreste di mangrovie e le paludi, portò il governo saudita a diventare oggetto di attacchi da gruppi ambientalisti preoccupati per gli effetti a lungo termine del petrolio.

## Impatto ambientale
Sin dalle prime segnalazioni nel gennaio 1991, il possibile danno ambientale causato dalla perdita era già un timore diffuso. Lippman e Booth, riferendo per The Washington Post il 26 gennaio 1991, citarono diversi esperti che nutrivano forti preoccupazioni per la fuoriuscita e il suo impatto sull'ambiente, definendo l'evento un "disastro ecologico". Nonostante l'intensa industrializzazione delle zone che costeggiano il Golfo Persico, l'area supporta ancora un ecosistema piuttosto diversificato ed è habitat naturale di numerose specie in via di estinzione ed endemiche. In seguito al rilascio, ricercatori e ambientalisti di tutto il mondo ebbero serie preoccupazioni per la mortalità dell'ecosistema del Golfo Persico. Gli studi relativi agli impatti del disastro sull'ambiente sono iniziati immediatamente dopo il rilascio del greggio, la National Oceanic and Atmospheric Administration (NOAA) ottenendo i risultati preliminari già nell'aprile 1992. Tale ricerca è continuata fino al 2020.
Nel 1993, il New York Times riferì che uno studio supportato dall'UNESCO, Bahrain, Iran, Iraq, Kuwait, Oman, Qatar, Arabia Saudita, Emirati Arabi Uniti e Stati Uniti rilevò che la fuoriuscita causò "pochi danni a lungo termine" all'ambiente, con l'evaporazione di circa metà del petrolio, 120.000 m3 rimossi dai tentativi di recupero e dai 240.000 m3 ai 360.000 m3 giunti sulle coste, principalmente in Arabia Saudita. Allo stesso modo, Linden e Husain stimarono che nel 2002 circa il 30-40% dell'olio si disperse per evaporazione.
Tuttavia, studi scientifici più recenti tendono a non essere d'accordo con la valutazione del danno ecologico fatta nel 1993. Nel 2010 la geochimica statunitense Jacqueline Michel affermò che la fuoriuscita di petrolio ebbe effetti drammatici a lungo termine sull'ambiente, dimostrando che una grande quantità di petrolio si trovasse ancora sulla zona a distanza di 12 anni a causa della sua elevata capacità di penetrare nei sedimenti del Golfo. Linden e Husain hanno scoperto che nel 2002, in media, il petrolio era penetrato nel terreno di circa 10 cm, in alcune zone arrivando fino ai 50 cm di profondità, allungando notevolmente il naturale processo di degradazione. Nel 2001, dopo aver studiato i sedimenti del Golfo insieme ai piccoli crostacei che vivono in essi noti come ostracodi, Mostafawi ha scoperto che i sedimenti offshore e gli organismi in essi contenuti erano ancora segnati dalla fuoriuscita del 1991. Nel 2017, Joydas et al. concluse che, mentre le aree di mare aperto vedevano basse concentrazioni di idrocarburi, in alcune aree costiere furono rilevati "livelli allarmanti" di presenza di greggio, comportanti una minaccia alla qualità della vita degli organismi in tali aree.
I ricercatori si sono concentrati sulle condizioni degli habitat unici del Golfo Persico, tra cui barriere coralline, paludi salmastre, distese fangose e foreste di mangrovie. Linden e Husain nel 2002, così come Issa e Vempatti nel 2018, scoprirono che le barriere coralline rimasero relativamente inalterate dalla fuoriuscita di petrolio. Alcuni ricercatori rilevarono che le paludi e le piane di marea fangose continuavano a contenere grandi quantità di petrolio, a sei anni dal disastro, e il recupero completo avrebbe richiesto probabilmente decenni. Nel 2001, il geografo tedesco Dr. Hans-Jörg Barth scoprì che le paludi salmastre soffrivano ancora in modo significativo a causa della fuoriuscita, mentre le coste rocciose e le mangrovie mostravano una piena ripresa.
Nei giorni successivi, il presidente George Bush venne citato per aver definito la strategia del rilascio un atto "malato" di Saddam Hussein. Nel gennaio 1991, Andrew Rosenthal per il New York Times annotò lo sforzo da parte del governo degli Stati Uniti nell'utilizzare l'atto per demonizzare ulteriormente Saddam Hussein e per consolidare il dittatore iracheno come profondamente immorale. Un rappresentante del Pentagono descrisse la fuoriuscita come "terrorismo ambientale" e un ricercatore del Center for Marine Conservation affermò che Hussein "dovrebbe essere ritenuto responsabile dei suoi spregevoli crimini contro l'ambiente". Il disastro petrolifero della Guerra del Golfo è considerato "il primo atto di ecoterrorismo su larga scala conosciuto al mondo".
Il disastro causò danni economici significativi alle industrie della pesca e del petrolio gravitanti intorno al Golfo Persico. A causa della guerra, in particolare a causa della fuoriuscita, la pesca di pesci e gamberi nel Golfo venne interrotta nel 1991. Secondo Issa e Vempatti, la fuoriuscita causò una perdita dell'1,5-2% delle riserve petrolifere del Kuwait, stimando un danno compreso tra i 12,3 e i 38,4 miliardi di dollari.